# Разикашвили, Тедо Павлович
Тедо Павлович Разикашвили (груз. თედო პავლეს ძე რაზიკაშვილი; 1 ноября 1869 года, Чаргали — 19 января 1922 года, Хелтубани, ныне — Горийский муниципалитет) — грузинский писатель. Младший брат Важи-Пшавелы и Бачаны Разикашвили.

## Биография
Родился в семье сельского священника. Детство провёл в крайней нужде. Окончил шестилетнюю школу в Чаргали и учительскую семинарию в Гори (1889). С 1890 по 1905 год был школьным учителем в Хелтубани.
В 1905 году был выслан из Грузии за революционную деятельность, но возвращен по октябрьскому манифесту. В 1906 году его дом в Хелтубани был сожжён, а сам он скрывался в течение некоторого времени.
С 1890 года регулярно публиковал стихи в грузинских газетах. Был популярным детским писателем. Собрал обширную коллекцию грузинского фольклора — более 3000 стихотворений, более 200 сказок («Земля возьмет свое», «Подарки черного ворона», «Пять братьев и сестра»), легенды и т. д..
Трагически погиб, получив 56 ножевых ранений.
Похоронен в Дидубийском пантеоне.